# Glossosoma pternum
Glossosoma pternum is een schietmot uit de familie Glossosomatidae. De soort komt voor in het Nearctisch gebied.